# Antonio Linage Conde
Antonio Linage Conde (Sepúlveda, Segóvia, 9 de outubro de 1931) é um notório historiador espanhol; especializado na área medievalista. Autor de várias obras de monástica medieval, foi professor das universidades de Salamanca e San Pablo.

## Biografía
Filho do cronista e procurador sepulvedano Antonio Linage Revilla e de Petra Conde Sanz.
Linage Conde é autor de obras históricas como Los orígenes del monacato benedictino en la península ibérica (As origens do monaquismo beneditino na Península Ibérica) (1973), originalmente sua tese de doutorado, publicada em três volumes, El monacato en España e Hispanoamérica (O Monacato na Espanha e na América Hispanica) (1977); Una regla monástica riojana femenina del siglo X (Regra monástica feminina em La Rioja no século X) (1973), sobre a vida religiosa na província de La Rioja, escrito em parceria de Charles Julian Bishko; San Benito y los Benedictinos (São Bento e os Beneditinos) (1992-1993), com sete volumes; Alfonso VI, el rey hispano y europeo de las tres religiones: 1065-1109 (Alfonso VI, o rei hispânico e europeu das três religiões: 1065-1109) (1994), sobre o rei Afonso VI de Leão; Sor Juana-Inés de la Cruz, mujer y monja de México (Freira Juana Inés de la Cruz, mulher e monja do México) (2000), sobre Juana Inés de la Cruz ; o Entre Nubes de incienso (Entre Nuvens de Incenso) (2002); entre outras. Também escreveu a novela romântica El arcángel de Montecasino (O Arcanjo de Montecasino).
Desde 1974 Linage Conde é um acadêmico correspondente em Salamanca da Academia Real de História da Espanha, também é o cronista oficial de Sepúlveda, sua localidade natal.
De acordo com Linage Conde (1997), é possível elencar algumas categorias de documentos como fontes para a escrita da história da Idade Média que são as Crônicas, as Mentalidades e as Fontes materiais, mas as Fontes filosóficas são excluídas.